# 峠恵子
峠 恵子（とうげ けいこ、1968年4月2日 - ）は、日本の歌手、シンガーソングライター。カーペンターズの歌い手として知られている。

## 略歴
埼玉県川口市生まれ。高校を自主退学後、米国に1年間正規留学。帰国後、当時まだ珍しかった大検を経て成城大学法学部法律学科を卒業。スキー検定1級（SAJ）の資格を持つ。
大学在学中、友人の代わりにライブハウスで、カーペンターズの『青春の輝き』（I need to be in love）を歌ったところ、当時のCBS・ソニーにスカウトされる。同時期に加瀬邦彦の指名によってザ・ワイルドワンズ25周年企画のリード・ボーカルに選ばれる。以前の所属事務所はサンミュージックプロダクション。

## 来歴
- 1990年（平成2年）- ワイルドワンズのサポートメンバーとしてデビュー。後にソロに転向。
- 1993年（平成5年）- 4thシングル「ひとさじの勇気」がフジテレビ系ドラマ『あすなろ白書』の挿入歌に使用されガールポップ系ボーカリストとして注目される。
- 2001年（平成13年）- 藤原一孝ひきいるニューギニア探検隊の一員として角幡唯介らと、全長12m弱のヨットで三浦半島から出航。45日間かけてニューギニア島のインドネシア領イリアンジャヤ州に到達。オセアニアで2番目に高いトリコーラ山（4750m）北壁の最高部600mを世界で初めて登攀し登頂する。また旧日本兵の遺骨捜索や、フクロオオカミ捜索などで約1年間のジャングル生活を送る。
- 2002年（平成14年）- 4月、再びヨットにて帰国。
- 2004年（平成16年）- ニューギニア渡航の経験を著書『ニューギニア水平垂直航海記』（小学館）にまとめて発表。
- 2010年（平成22年）- 1月13日リリース、カーペンターズ結成40周年記念トリビュート・アルバム『CARPENTERS FOREVER』に参加。
  - 参加アーティスト（太田裕美、森口博子、桑江知子、斉藤由貴、叶正子、岩男潤子、September、カズン、峠恵子、岩崎良美、THE DUET、高木麻早、石野真子、庄野真代）[3]
- 2016年（平成27年）- フジテレビ系『アウト×デラックス』に出演の際、医師と出会ってから3時間で結婚を決め、2週間後にで入籍したことを発表し話題を浴びた。

- 現在は、ジャズ界で活動を広げ、老舗の銀座スィングなど、都内の数軒のライブハウスに出演。2015年にオープンした、町田にある「Machida まほろ座」にレギュラー出演。親戚がオーナーということで、運営にも携わっている。
- 森永製菓のCMの最後で「も・り・な・が」とサウンドロゴを歌っているのも峠である[4]。

## ディスコグラフィー

### シングル
| 発売日        | レーベル     | 曲順 | タイトル               | 作詞           | 作曲                     | 編曲         |
| ------------- | ------------ | ---- | ---------------------- | -------------- | ------------------------ | ------------ |
| 1992年9月21日 | Sony Records | 1    | 優しい風               | 峠恵子         | 峠恵子                   | 山本健司     |
| 1992年9月21日 | Sony Records | 2    | Starlight in your eyes | 峠恵子         | 峠恵子                   | 重実徹       |
| 1993年5月14日 | Sony Records | 1    | 青にとける             | 峠恵子         | 峠恵子                   | 土方隆行     |
| 1993年5月14日 | Sony Records | 2    | 街は10miles away       | 峠恵子         | 峠恵子                   | 山本健司     |
| 1993年7月21日 | Sony Records | 1    | 風は明日へ             | 峠恵子         | 峠恵子                   | 重実徹       |
| 1993年7月21日 | Sony Records | 2    | You're Everything      | 峠恵子         | 峠恵子                   | 小林信吾     |
| 1993年12月1日 | Sony Records | 1    | ひとさじの勇気         | 柴門ふみ       | 峠恵子                   | 入江純       |
| 1993年12月1日 | Sony Records | 2    | 48億分の1のあなた      | 柴門ふみ       | 峠恵子                   | 松下誠       |
| 1994年5月21日 | Sony Records | 1    | こわれやすい物語       | 康珍化         | 峠恵子                   | 重実徹       |
| 1994年5月21日 | Sony Records | 2    | 今までと違う朝         | 峠恵子         | 峠恵子                   | 重実徹       |
| 1996年3月21日 | Sony Records | 1    | 私だけが知っている     | 峠恵子         | 峠恵子                   | 藤原いくろう |
| 1996年3月21日 | Sony Records | 2    | 二度と来ないで         | 峠恵子         | 佐藤健                   | 笹路正徳     |
| 1996年12月4日 | 東芝EMI      | 1    | Beautiful Dreamer      | 岡田富美子     | 服部克久                 | 服部克久     |
| 1996年12月4日 | 東芝EMI      | 2    | 夢の入口               | 岡田富美子     | 服部克久                 | 服部克久     |
| 1997年8月27日 | 東芝EMI      | 1    | 恋はマジック           | 峠恵子         | 峠恵子・杉真理・嶋田陽一 | 嶋田陽一     |
| 1997年8月27日 | 東芝EMI      | 2    | 星に唄えば             | 峠恵子・杉真理 | 峠恵子                   | 嶋田陽一     |

### アルバム
1. 風をとらえて（1992年10月21日、Sony Records）
2. Something Doing（1994年2月21日、Sony Records）
3. GOLDEN☆BEST Limited　Singles & More（2018年9月28日、Sony Music Direct/CS RECORD、DQCL-727） - 最新リマスタリング・高品質Blu-spec CD2仕様

### サウンドトラック
- 「鉄道・絶景の旅」オリジナル・サウンドトラック（2009年11月4日）
- 「鉄道・絶景の旅Ⅱ」オリジナル・サウンドトラック（2010年10月20日）

### 参加作品
- CARPENTERS FOREVER（2010年1月13日、U-CAN FUN・バウンディ）-　「愛のプレリュード」で参加
- 「翼をください」を作った男たち～山上路夫・村井邦彦作品集～（2017年12月23日）-　「コーヒーのしみ」収録

## タイアップ一覧
| 使用年 | 曲名               | タイアップ                                               |
| ------ | ------------------ | -------------------------------------------------------- |
| 1993年 | 青にとける         | テレビ朝日系『セイシュンの食卓』エンディングテーマ       |
| 1993年 | 街は10miles away   | テレビ東京系『自然大好き』挿入歌                         |
| 1993年 | 風は明日へ         | テレビ東京系『自然大好き』オープニングテーマ             |
| 1993年 | ひとさじの勇気     | フジテレビ系月9ドラマ『あすなろ白書』挿入歌              |
| 1994年 | こわれやすい物語   | よみうりテレビ・日本テレビ系ドラマ『三軒目の誘惑』主題歌 |
| 1996年 | 私だけが知っている | YMCA予備校CMイメージソング                               |
| 1996年 | Beautiful Dreamer  | 国際ゆめ交流博覧会テーマソング                           |
| 1997年 | 恋はマジック       | テレビ東京・テレビ大阪『IT'sアクセス』オープニングテーマ |

## 番組出演

### テレビ
- 鉄道・絶景の旅（BS朝日、2009年10月22日 - 放送中）ナレーション（ナビゲーター）・歌を担当。
- 鉄道・旅物語　（BS朝日、上記番組のダイジェスト版）

### ラジオ
- FMリクエストアワー（NHK-FM）
- ミュージックスクランブル（NRN系列[11]、1998年1月 - 1998年9月）
- スーパーFMマガジンNORUSORU（TOKYO FM、1992年10月 - 1993年9月）楠瀬誠志郎のアシスタントを担当。
- 峠恵子の≪峠のティータイム≫ （FBCラジオ 終了） 日曜 12:10-12:50
- ミュージック・フォーエバー （RNCラジオ）土曜 17:25-17:45
- 大石吾朗 Premium G（ミュージックバード、2024年4月 - 9月）

## 著書
- 冒険歌手 珍・世界最悪の旅、山と渓谷社（ニューギニア水平垂直航海記、小学館、改題）